# Olof Johnsson (läkare)
För andra betydelser, se Olof Jonsson.

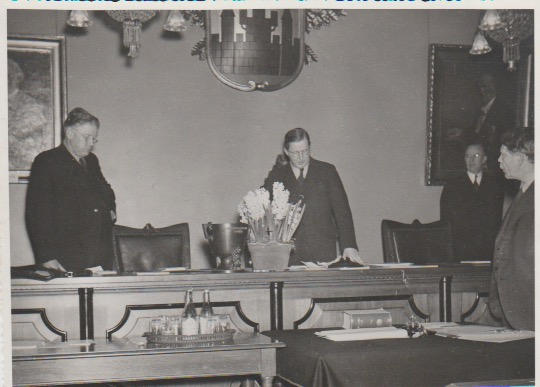
Olof Johnsson Stadsfullmäktiges ordförande

Olof Johnsson född 14 september 1898 i Göteborg, död 26 september 1978 i Lund, var en svensk läkare och politiker.

## Biografi
Olof Folke Valdemar Johnsson föddes i Göteborg där han tog studenten 1917, och blev medicine licentiat 1926. 1932 tillträdde han tjänsten som andre stadsläkare i Lunds stad och 1958 som förste stadsläkare. Han upprördes över den dåliga bostadsstandarden hos den fattigare delen av befolkningen och engagerade sig för bättre bostadsförhållanden och bostadshygien. Han var socialdemokratisk ledamot i hälsovårdsnämnden, stadsfullmäktiges ordförande 1934-38 och dessutom ordförande i landstingets sjukvårdsutskott. Han var även intresserad av sexualfrågor och deltog mycket aktivt 1942-1944 i en statlig utredning i abortfrågan. Om samma fråga skrev han också i antologin Sexuallivet i modern belysning. Olof Johnsson är bror till författaren Melker Johnsson och medicine licentiat Vera Johnsson, samt farbror till Finn Johnsson.